# 波洛领带

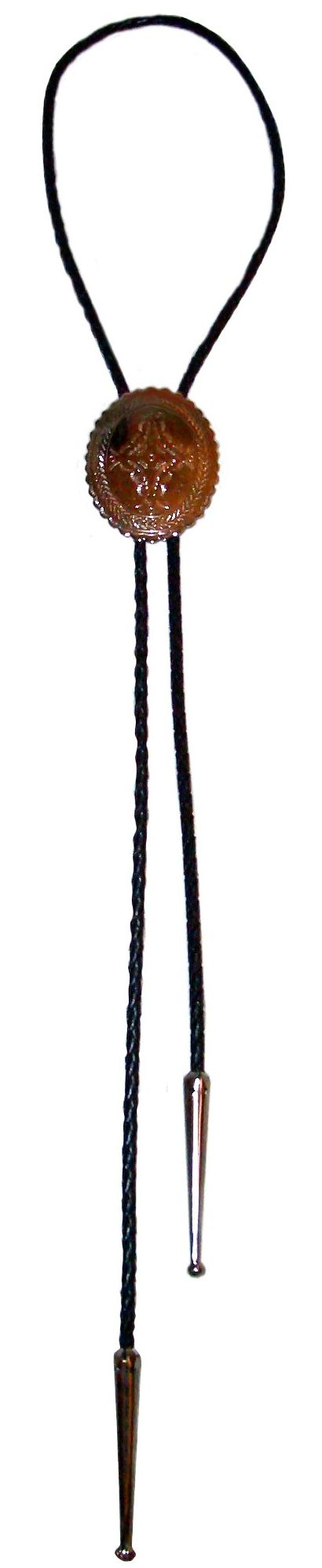
波洛领带

波洛领带（英語：Bolo tie）是一种由具有装饰性金属尖端的绳索或编织皮革组成的领带，通过装饰扣或滑扣固定。
波洛领带可以使用如别针、硬币、抛光的石头、开瓶器或冰箱磁铁等扁平物体制作。至于皮革绳和绳索、夹子和装饰尖端等则可从珠宝供应公司广泛获得。

## 人气
在美国，波洛领带与西部服饰有着广泛的联系，在该国西部地区最为常见。自 20 世纪中叶以来，波洛领带和银制尖端一直是霍皮族、纳瓦霍族、祖尼族和普韦布洛族银匠传统的一部分。 

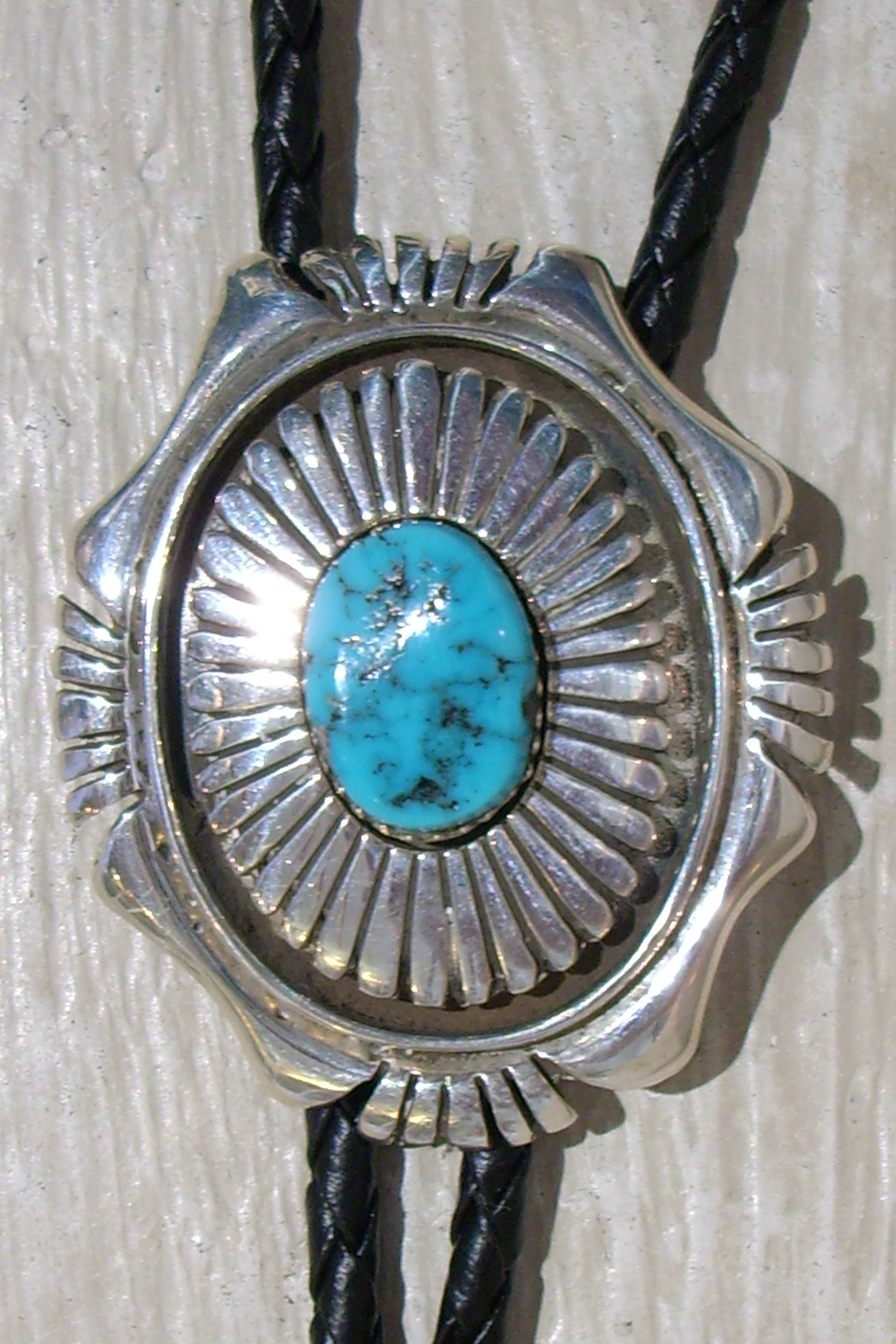
波洛领带上的纳瓦霍珠宝

1971年4月22日，亚利桑那州州长杰克·威廉姆斯（Jack Williams）将波洛领带定为亚利桑那州的官方领带。 1987 年，新墨西哥州通过了一项非约束性措施，将波洛领带指定为该州的官方领带。2007年3月13日，新墨西哥州州长比尔理查森签署成为法律，将领带作为该州的官方领带。同样在 2007 年，波洛领带被定为德克萨斯州的官方领带。 
在英国，波洛领带被称为鞋带领带（bootlace ties）。它们在1950年代的泰迪男孩中很受欢迎，他们用波洛领带来搭配悬垂西装。 
波洛领带在1980年代因摇滚复兴主义者和新浪潮而变得流行。  1988 年秋天，人们会经常发现当时的好莱坞男明星穿着它们。 真维斯和Merry-Go-Round等连锁店也会出售多种款式。
在1980和1990年代，一些优雅和昂贵的波洛领带在日本、韩国和中国销售，它们有些有精美的手工绳索和不寻常的装饰尖端。1970年代后，波洛领带的海外销售额猛增，这是因为波洛领带在 1980 年代的美国已经过时，溢出到了其他国家。 
在2013年NFL赛季，圣地亚哥闪电队四分卫菲利普·里弗斯（Philip Rivers）因频繁使用波洛领带而引起媒体关注。在2013-14 年的 NFL 季后赛击败辛辛那提孟加拉虎队后，他再次被注意到。  

## 起源
亚利桑那州威肯堡的维克多·塞达斯塔夫（Victor Cedarstaff） 声称在1940年代后期发明了波洛领带，后来为他的设计申请了专利。 